# Radical 93
El radical 93, representado por el carácter Han 牛, es uno de los 214 radicales del diccionario de Kangxi. En mandarín estándar es llamado 牛部, (niú　bù, «radical “vaca”»); en japonés es llamado 牛部, ぎゅうぶ (gyūbu), y en coreano 우 (u). 
El radical «vaca» aparece comúnmente en el lado izquierdo de los caracteres clasificados por él, adoptando la forma variante 牜 (por ejemplo en 物). En algunas ocasiones puede aparecer en la parte inferior de los caracteres (por ejemplo en 犨).
Los caracteres clasificados bajo el radical 93 suelen tener significados relacionados con el ganado o con animales similares a la vaca. Como ejemplo de estos están: 牯, «novillo»; 犁, «arado»; 犀, «rinoceronte»; 犉, «buey».

## Nombres populares
- Mandarín estándar: 牛字旁, niú zì páng, «carácter “vaca” en un lado»; 牛字底, niú zì dǐ, «carácter “vaca” en la parte inferior».
- Coreano: 소우부, so u bu, «radical u-res».
- Japonés:　牛（うし）, ushi, «vaca»; 牛偏（うしへん）, ushihen, «“vaca” en el lado izquierdo del carácter».[1]
- En occidente: radical «vaca».

## Galería
| Estilos antiguos                                 | Estilos antiguos                  | Estilos antiguos                        | Estilos antiguos                   | Estilos antiguos                   | Estilos empleados actualmente       | Estilos empleados actualmente  | Estilos empleados actualmente    | Estilos empleados actualmente   | Estilos empleados actualmente  |
|                                                  |                                   |                                         |                                    |                                    |                                     | 牛                             | 牛                               |                                 |                                |
| 甲骨文 jiǎgǔwén (escritura de huesos oraculares) | 金文 jīnwén (escritura de bronce) | 简帛 jiǎnbó (escritura de bambú y seda) | 篆文 zhuànwén (escritura de sello) | 篆文 zhuànwén (escritura de sello) | 隸書 lìshū (estilo de los escribas) | 楷書 kǎishū (estilo regular)   | 楷書 kǎishū (estilo regular)     | 行書 xǐngshū (estilo corriente) | 草書 cǎoshū (estilo de hierba) |
| 甲骨文 jiǎgǔwén (escritura de huesos oraculares) | 金文 jīnwén (escritura de bronce) | 简帛 jiǎnbó (escritura de bambú y seda) | 大篆 dàzhuàn (sello grande)        | 小篆 xiǎozhuàn (sello pequeño)     | 隸書 lìshū (estilo de los escribas) | 繁體／繁体 fántǐ (tradicional) | 简体／簡體 jiǎntǐ (simplificado) | 行書 xǐngshū (estilo corriente) | 草書 cǎoshū (estilo de hierba) |

## Caracteres con el radical 93
| trazos | carácter                         |
| ------ | -------------------------------- |
| + 0    | 牛 牜                            |
| + 2    | 牝 牞 牟                         |
| + 3    | 牠 牡 牢 牣 牤                   |
| + 4    | 牥 牦 牧 牨 物 牪 牫 牬          |
| + 5    | 牭 牮 牯 牰 牱 牲 牳 牴 牵       |
| + 6    | 牶 牷 牸 特 牺                   |
| + 7    | 牻 牼 牽 牾 牿 犁                |
| + 8    | 犀 犂 犃 犄 犅 犆 犇 犈 犉 犊 犋 |
| + 9    | 犌 犍 犎 犏 犐 犑                |
| + 10   | 犒 犓 犔 犕 犖 犗                |
| + 11   | 犘 犙 犚 犛                      |
| + 12   | 犜 犝 犞 犟                      |
| + 13   | 犠                               |
| + 15   | 犡 犢 犣 犤 犥 犦                |
| + 16   | 犧 犨                            |
| + 18   | 犩                               |
| + 20   | 犪                               |
| + 23   | 犫                               |